# Nazionale femminile di pallavolo del Kazakistan
La nazionale femminile di pallavolo del Kazakistan è una squadra asiatica ed oceaniana composta dalle migliori giocatrici di pallavolo del Kazakistan ed è posta sotto l'egida della Federazione pallavolistica del Kazakistan.

## Rosa
Segue la rosa delle giocatrici convocate per l'AVC Challenge Cup 2024.
| N° | Nome                 | Ruolo | Data di nascita   | Squadra         |
| -- | -------------------- | ----- | ----------------- | --------------- |
| 1  | Perizat Nurbergenova | S     | 29 marzo 2004     | Žetysu          |
| 2  | Sana Jarlagassova    | S     | 21 luglio 1989    | Turan Türkistan |
| 4  | Zhanna Syroyeshkina  | S     | 4 giugno 1999     | Turan Türkistan |
| 6  | Nailya Nigmatulina   | P     | 13 novembre 1996  | Karaganda       |
| 7  | Yuliya Yakimova      | C     | 21 aprile 2003    | Žetysu          |
| 9  | Valeriya Chumak      | C     | 20 settembre 1994 | Žetysu          |
| 13 | Kristina Belova      | O     | 29 novembre 1998  | Corona Brașov   |
| 14 | Svetlana Nikolayeva  | S     | 21 settembre 1990 | Berel           |
| 16 | Tatyana Nikitina     | O     | 15 gennaio 2001   | Žetysu          |
| 17 | Margarita Belchenko  | S     | 21 marzo 1999     | Qýanysh         |
| 18 | Kristina Anikonova   | C     | 5 gennaio 1991    | Berel           |
| 21 | Tomiris Sagimbayeva  | L     | 1º agosto 2001    | Berel           |
| 22 | Sabira Bekisheva     | L     | 21 febbraio 1998  | Qýanysh         |
| 99 | Irina Lukomskaya     | P     | 19 marzo 1991     | Almatı          |

## Risultati

### Competizioni FIVB
| 1964 | non esistente   | -            |
| 1968 | non esistente   | -            |
| 1972 | non esistente   | -            |
| 1976 | non esistente   | -            |
| 1980 | non esistente   | -            |
| 1984 | non esistente   | -            |
| 1988 | non esistente   | -            |
| 1992 | non qualificata | -            |
| 1996 | non qualificata | -            |
| 2000 | non qualificata | -            |
| 2004 | non qualificata | -            |
| 2008 | 9º posto        | Convocazioni |
| 2012 | non qualificata | -            |
| 2016 | non qualificata | -            |
| 2020 | non qualificata | -            |
| 2024 | non qualificata | -            |

| 1952 | non esistente   | -            |
| 1956 | non esistente   | -            |
| 1960 | non esistente   | -            |
| 1962 | non esistente   | -            |
| 1967 | non esistente   | -            |
| 1970 | non esistente   | -            |
| 1974 | non esistente   | -            |
| 1978 | non esistente   | -            |
| 1982 | non esistente   | -            |
| 1986 | non esistente   | -            |
| 1990 | non esistente   | -            |
| 1994 | non qualificata | -            |
| 1998 | non qualificata | -            |
| 2002 | non qualificata | -            |
| 2006 | 19º posto       | Convocazioni |
| 2010 | 21º posto       | Convocazioni |
| 2014 | 15º posto       | Convocazioni |
| 2018 | 24º posto       | Convocazioni |
| 2022 | 23º posto       | Convocazioni |

### Competizioni AVC
| 1975 | non esistente   | -            |
| 1979 | non esistente   | -            |
| 1983 | non esistente   | -            |
| 1987 | non esistente   | -            |
| 1989 | non esistente   | -            |
| 1991 | non esistente   | -            |
| 1993 | 5º posto        | Convocazioni |
| 1995 | non qualificata | -            |
| 1997 | non qualificata | -            |
| 1999 | 9º posto        | Convocazioni |
| 2001 | non qualificata | -            |
| 2003 | 7º posto        | Convocazioni |
| 2005 | 2º posto        | Convocazioni |
| 2007 | 5º posto        | Convocazioni |
| 2009 | 5º posto        | Convocazioni |
| 2011 | 9º posto        | Convocazioni |
| 2013 | 5º posto        | Convocazioni |
| 2015 | 7º posto        | Convocazioni |
| 2017 | 7º posto        | Convocazioni |
| 2019 | 5º posto        | Convocazioni |
| 2023 | 5º posto        | Convocazioni |

| 2008 | non qualificata | -            |
| 2010 | 5º posto        | Convocazioni |
| 2012 | 3º posto        | Convocazioni |
| 2014 | 3º posto        | Convocazioni |
| 2016 | 2º posto        | Convocazioni |
| 2018 | 10º posto       | Convocazioni |
| 2022 | non qualificata | -            |

| 2022 | non qualificata | -            |
| 2023 | non qualificata | -            |
| 2024 | 2º posto        | Convocazioni |
| 2025 | 4º posto        | Convocazioni |

### Competizioni zonali
| 1962 | non esistente   | -            |
| 1966 | non esistente   | -            |
| 1970 | non esistente   | -            |
| 1974 | non esistente   | -            |
| 1978 | non esistente   | -            |
| 1982 | non esistente   | -            |
| 1986 | non esistente   | -            |
| 1990 | non esistente   | -            |
| 1994 | non qualificata | -            |
| 1998 | 6º posto        | Convocazioni |
| 2002 | 6º posto        | Convocazioni |
| 2006 | 6º posto        | Convocazioni |
| 2010 | 3º posto        | Convocazioni |
| 2014 | 6º posto        | Convocazioni |
| 2018 | 5º posto        | Convocazioni |
| 2022 | 8º posto        | Convocazioni |

### Competizioni estinte
| 1993 | non qualificata | -            |
| 1994 | non qualificata | -            |
| 1995 | non qualificata | -            |
| 1996 | non qualificata | -            |
| 1997 | non qualificata | -            |
| 1998 | non qualificata | -            |
| 1999 | non qualificata | -            |
| 2000 | non qualificata | -            |
| 2001 | non qualificata | -            |
| 2002 | non qualificata | -            |
| 2003 | non qualificata | -            |
| 2004 | non qualificata | -            |
| 2005 | non qualificata | -            |
| 2006 | non qualificata | -            |
| 2007 | 10º posto       | Convocazioni |
| 2008 | 12º posto       | Convocazioni |
| 2009 | non qualificata | -            |
| 2010 | non qualificata | -            |
| 2011 | 15º posto       | Convocazioni |
| 2012 | non qualificata | -            |
| 2013 | 17º posto       | Convocazioni |
| 2014 | 24º posto       | Convocazioni |
| 2015 | 26º posto       | Convocazioni |
| 2016 | 22º posto       | Convocazioni |
| 2017 | 24º posto       | Convocazioni |

| 2018 | non qualificata | -            |
| 2019 | non qualificata | -            |
| 2022 | 7º posto        | Convocazioni |
| 2023 | non qualificata | -            |
| 2024 | non qualificata | -            |